# Jim Thorpe
James Francis Thorpe (Sac và Fox (Sauk): Wa-Tho-Huk, nghĩa là "Con đường Sáng"; 22 hoặc 28 tháng 5, năm 1887 – 28 tháng 3 năm 1953) là một vận động viên đoạt huy chương vàng Olympic người Mỹ. Là một thành viên của Sac and Fox Nation, Thorpe trở thành người Mỹ bản địa đầu tiên giành huy chương vàng cho đất nước mình. Được coi là một trong những vận động viên đa năng nhất của thể thao hiện đại, ông đã giành được huy chương vàng Olympic trong năm môn phối hợp và mười môn phối hợp năm 1912, chơi bóng bầu dục (đại học và chuyên nghiệp), bóng chày chuyên nghiệp và bóng rổ. Ông bị tước các danh hiệu Olympic sau khi người ta phát hiện ra ông chơi hai mùa bóng chày chuyên nghiệp trước khi tham gia Thế vận hội, do đó vi phạm các quy tắc nghiệp dư thời đó. Năm 1983, 30 năm sau khi ông qua đời, Ủy ban Olympic Quốc tế (IOC) đã khôi phục huy chương Olympic cho ông.

## Đầu đời
Cha mẹ của Thorpe có tổ tiên đa chủng tộc. Cha của ông, Hiram Thorpe, có cha là người Ai Len và mẹ là người Mỹ Da đỏ Sac and Fox. Mẹ của ông, Charlotte Vieux, có cha là người Pháp và mẹ là người Potawatomi, một hậu duệ của Louis Vieux. Ông lớn lên ở Sac and Fox, và tên bản địa của ông, Wa-Tho-Huk, nghĩa là "con đường được thắp sáng bởi ánh sáng vĩ đại" hay, "Con đường Sáng". Theo phong tục của Sac và Fox, ông được đặt tên theo một sự kiện xảy ra vào khoảng thời gian chào đời của ông, trong trường hợp này là ánh sáng làm sáng con đường đến cabin nơi ông được sinh ra. Cha mẹ của Thorpe đều là tín hữu Công giáo Rôma.
Thorpe lớn lên ở Sac and Fox Nation ở Oklahoma, và theo học tại Trường Công nghiệp Anh Điêng Carlisle ở Carlisle, Pennsylvania, nơi ông đã từng là một người Mỹ hai lần cho đội bóng của trường. Sau thành công Olympic năm 1912, trong đó có một số điểm kỷ lục, ông đã thêm một chiến thắng trong giải vô địch All-Around Championship của Liên đoàn Thể thao Amateur. Vào năm 1913, Thorpe đã ký hợp đồng với New York Giants, và ông đã chơi sáu mùa bóng tại Major League Baseball giữa năm 1913 và năm 1919. Thorpe đã gia nhập đội tuyển bóng bầu dục Canton Bulldogs năm 1915, giúp họ giành được ba chức vô địch chuyên nghiệp; sau đó ông chơi cho sáu đội trong Liên đoàn Bóng đá Quốc gia (NFL). Anh chơi trong khuôn khổ một số đội bóng của người Mỹ gốc Da Đỏ trong suốt sự nghiệp của mình, và đã trở thành một cầu thủ bóng rổ chuyên nghiệp với một đội gồm toàn bộ người Mỹ Da đỏ.
Từ năm 1920 đến năm 1921, Thorpe là chủ tịch đầu tiên của Hiệp hội bóng bầu dục chuyên nghiệp Mỹ (APFA), trở thành NFL năm 1922. Ông đã chơi thể thao chuyên nghiệp cho đến khi 41 tuổi,. Ông đã cố gắng kiếm sống sau đó, làm nhiều việc vặt. Ông bị bệnh nghiện rượu, và sống những năm cuối cùng của mình trong việc không có sức khỏe và đói nghèo. Ông đã kết hôn ba lần và có tám đứa con, trước khi bị suy tim và chết vào năm 1953.
Thorpe đã nhận được nhiều giải thưởng khác nhau cho thành tích thể thao của mình. Associated Press cho biết ông là "vận động viên vĩ đại nhất" từ 50 năm đầu của thế kỷ 20, và Phòng Cầu Nguyện của bóng đá chuyên nghiệp đã giới thiệu ông như là một phần của buổi lễ khai mạc vào năm 1963. Một thị trấn Pennsylvania được đặt tên cho danh dự và một địa điểm tưởng niệm có nơi lưu giữ tàn tích của ông, là đối tượng của hành động pháp lý. Thorpe được miêu tả trong bộ phim năm 1951 Jim Thorpe – All-American, và đã xuất hiện trong một số bộ phim.